# بديهية كانتور - ديديكند
في المنطق الرياضياتي، تنص بديهية كانتور-ديديكند (Axiom of Cantor-Dedekind) على أن هناك اقتران (دالة) واحد لواحد بين نقاط الخط المستقيم ومجموعة الأعداد الحقيقية.
تنسب هذه البديهية لعالمي الرياضيات الألمانين جورج كانتور وريتشارد ديدكايند.